# Filipp Tołuzakow
Filipp Michajłowicz Tołuzakow, ros. Филипп Михайлович Толузаков (ur. 10 stycznia 1989 w Bałakowie) – rosyjski hokeista.

## Kariera
- SDJuSzOR CSKA Moskwa (2004-2005)
- Spartak Moskwa 2 (2007-2009)
- MHK Spartak Moskwa (2009-2011)
  -  Spartak Moskwa (2010)
  -  Krylja Sowietow Moskwa (2011)
- Mołot-Prikamje Perm (2011)
- HK WMF Sankt Petersburg (2011-2013)
- Awtomobilist Jekaterynburg (od 2013)
- Spartak Moskwa (2013-2014)
- Traktor Czelabińsk (2014)
- SKA Karelia (2014-2015)
- SKA Sankt Petersburg (2015-)
- Spartak Moskwa (2015)
- Chimik Woskriesiensk (2015)
- Dinamo Ryga (2015-2017)
- Amur Chabarowsk (2017)
- Mietałłurg Nowokuźnieck (2017)
- SKA-Niewa (2017-2018)
- KRS-ORG Beijing (2018-2019)
- Łada Togliatti (2019-)

Od czerwca 2013 zawodnik Awtomobilista Jekaterynburg. Od listopada 2013 ponownie zawodnik Spartaka Moskwa, wymieniony za Dmitrija Miegalinskiego. W październiku 2014 zawodnik Traktora. Od maja 2015 zawodnik SKA. W sierpniu 2015 został przekazany do Spartaka. Od grudnia 2015 zawodnik Dinama Ryga. Od maja do sierpnia 2017 zawodnik Amuru Chabarowsk. Od września do początku października 2017 zawodnik Mietałłurga Nowokuźnieck. Pod koniec listopada 2017 został zawodnikiem SKA-Niewa. W sezonie 2017/2018 grał w barwach chińskiego klubu KRS-ORG Beijing w WHL. W sierpniu 2019 przeszedł do Łady Togliatti. W kwietniu 2020 przedłużył tam kontrakt.

## Sukcesy
Indywidualne
- MHL (2009/2010):
  - Drugie miejsce w klasyfikacji strzelców w sezonie zasadniczym: 39 goli[16]
  - Piąte miejsce w klasyfikacji kanadyjskiej w sezonie zasadniczym: 71 punktów[17]